# Gianni-Emilio Simonetti
Gianni-Emilio Simonetti (Roma, 14 gennaio 1940) è un artista, scrittore e saggista italiano. Esponente del situazionismo in Italia, ha partecipato al movimento artistico Fluxus, è autore di numerosi testi di impegno teorico in campo artistico, politico e sociale.

## Biografia
Nel 1964, insieme a Daniela Palazzoli, realizza la mostra "Gesto e Segno" presso la Galleria Blu di Milano. Da allora sarà tra i protagonisti del movimento Fluxus in Italia. In contatto con George Maciunas, fondatore e teorico di Fluxus, tra i più politicamente impegnati del gruppo, sarà promotore di numerosi eventi e concerti Fluxus in Italia. L'esperienza di Fluxus è stata rinnovata in rievocazioni o rielaborazioni dei concerti del movimento, con una forte impronta cageana, sia in Italia sia all'estero (Francia, Jugoslavia, Svizzera). L'anno successivo, influenzato dalle ricerche di John Cage, inizia a comporre "Mutica (Musica Muta)", serie di diciassette partiture visuali.
La sua partitura "ANalyse du vir.age" (1967) sarà inclusa nel libro-catalogo "Notations", curato da John Cage e Alison Knowles e dedicato alle sperimentazioni nel campo della notazione musicale.
Nel 1965, con Gianni Sassi, Daniela Palazzoli e Sergio Albergoni, apre la casa editrice ED912, con cui pubblica la prima antologia italiana di testi dell'Internazionale Situazionista e si fa promotore della conoscenza di Fluxus in Italia. Nel 1966, con Gianni Sassi e Daniela Palazzoli, fonda "B°t" (citata anche come "Bt" o "Bit"), rivista dedicata alle arti visive. Dal 1971 è direttore editoriale della casa editrice Arcana fondata a Roma da Raimondo Biffi.
Dei primi anni Settanta è l'interesse per la sperimentazione di regia teatrale e cinematografia d'avanguardia(Teoria e pratica dell'architettura spontanea, 1971; Morire a Parigi, 1974). Negli stessi anni partecipa all'esperienza della Cramps Records di Gianni Sassi, per cui dirige la collana "Nova Musicha" ( Valerio Mattioli, Superonda. Storia segreta della musica italiana, Baldini & Castoldi, 2016.).
Nel 1978 partecipa alla XXXVIII Biennale di Venezia "From Nature to Art, from Art to Nature". Nel contesto di tale esperienza avviene l'incontro con Demetrio Stratos e il gruppo musicale Area per i quali sarà ispiratore e autore di testi e copertine. Negli anni dedicherà alcuni saggi alle ricerche sulla voce di Demetrio Stratos. 
Simonetti compare in alcune scene "oniriche" del film-documentario La voce Stratos (2009) di Luciano D'Onofrio e Monica Affatato.
L'interesse per la cultura materiale lo porta a ideare la rivista "La Gola" ("Mensile del cibo e delle tecniche di vita materiale"), di cui uscirà il primo numero nel 1982.
Nell'arco degli anni pubblicherà numerosi libri mescolando documentazione storica, riflessione filosofica, invenzione narrativa e cultura materiale. Alcuni usciranno anonimi o sotto lo pseudonimo Katharina di Nieuwerve, pubblicati dall'editore DeriveApprodi.
Nel 1990 partecipa alla XLIV Biennale di Venezia nel contesto di "Ubi fluxus ibi motus", dove partecipa all'allestimento di "Durante Fluxus,1965-1978". Nel 1993 ritorna a Venezia per la XLV edizione della Biennale "Punti cardinali dell'arte" con le opere Des Scènes Lyriques, Mine Nachte Sind Heiser Zerschrien, Dem Schweigenden Antlitz der Nacht.
Il suo interesse per le ricerche in campo psichiatrico lo porta a creare un "Laboratorio di arte terapia" presso la Psichiatria del Verbano, in provincia di Varese.
Le riflessioni maturate attorno a questa esperienza sfoceranno, tra l'altro, nella pubblicazione del libro "La funzione sociale dell'arte e la follia: medicalizzare l'alterità".
Nel 2017, l'intero archivio di Gianni-Emilio Simonetti, dal 1962 al 2016 circa, è stato acquisito dalla Beinecke Library della Yale University

Ha pubblicato anche con alcuni pseudonimi, tra i quali, Rara Bloom, Giuseppe Bessarione, Katharina di Nieuwerve, in particolare, Bernard Rosenthal .

## Opere

### Arte: testi, manifesti e cataloghi
- Pagine da "Emmeti", 1966?, con Luigi Squarzina (Estr. da: Marcatré, n. 19/22 (aprile 1966))
- Simonetti: gennaio '66, Milano, Galleria Apollinaire, 1966. Manifesto per la mostra alla Galleria Apollinaire.
- Gianni Emilio Simonetti, Genova, Galleria La Bertesca, 1967. Pubblicato in occasione della mostra, maggio-giugno 1967.
- Gianni Emilio Simonetti: a page from: annalyse du vir.age, a cura di [Daniela Palazzoli], Genova, Masnata/Trentalance, 1967. Edito in occasione della mostra alla Galleria Bertesca di Genova, maggio/giugno 1967.
- Gianni Emilio Simonetti: tel.l quel.le ed altre immagini, Milano: Galleria Schwarz, 1967. Testo di Gillo Dorfles. Per la mostra tenuta a Milano dal 15 febbraio al 15 marzo 1967.
- M. Mussio, G. E. Simonetti: Duemila Galleria d'arte contemporanea, Bologna. 1967. Testi di Arturo Schwarz, Gillo Dorfles. Mostra tenuta dal 26 ottobre all'8 novembre 1967.
- Originali multipli/ED912 MMMULTIPLESS / Valerio Adami, Alighiero Boetti, Aldo Mondino, Ugo Nespoli, Giulio Paolini, Gianfranco Pardi, Paolo Scheggi, Gianni-Emilio Simonetti, Emilio Tadini, Renato Volpini, Milano, Ed 912 Edizioni di Cultura Contemporanea, 1967. 123 esemplari numerati e firmati.
- Simonetti : dal 16 marzo 1967, Torino, Il punto, 1967. Catalogo della Mostra tenuta a Torino.
- Towards a cold poetic image : Arakawa, Baruchello, Bauermeister, Brecht, Fahlström, Reuterswaerd, Simonetti, Milano, Schwarz, 1967. Presentazione di Arturo Schwarz. Testi di Gillo Dorfles, Daniela Palazzoli. Catalogo della mostra collettiva tenuta a Milano, 13 giugno-30 settembre 1967.
- Gianni-Emilio Simonetti: il corpo il suo d'intorno, anche. Galleria Schwarz Milano. Milano, Edizioni di Cultura Contemporanea, 1969.
- Attraverso l'arte : pratica politica-pagare il '68, Roma, Arcana, 1976, AA.VV.
- Alburni, Genova : Masnata, 1994. 500 esemplari numerati.
- Introduzione a "Appena un racconto: romanzo." di António Pedro, Verona, Colpo di fulmine, 1995.
- Music & cisum 1997, Verona, Archivio europeo del cinema e del video d'artista, 1997. Testi Sarenco e Gianni-Emilio Simonetti; musica e fisarmonica Corrado Rojac; mezzosoprano Eva Mabellini. Ideazione Sarenco.
- Fluxus-Box, 2010. A cura di Adriano Accattino, Lorena Giuranna, Gianni-Emilio Simonetti. Pubblicato in occasione della Mostra tenuta presso il Museo della Carale Accattino di Ivrea nel 2010.
- A little Fluxus cookbook. In memoriam of Jurgis Maciunas., Molvena, Fondazione Bonotto, 2014.
- Gianni Emilio Simonetti: opere scelte 1964-2017., Bergamo, Galleria Conceptual, 2017.
- Memorandum, Milano, Galleria Conceptual, 2018. Libro d'artista.
- Memorandum 2, Milano, Galleria Conceptual, 2019.
- Notizie dalla Zoè, Bologna, AF Gallery, 2021
- Memorandum 3, Milano, Associazione Culturale Bianca Pilat, 2022.
- Finestre sull'Analogia / Windows on Analogy, Bologna; AF Gallery, 2024, tiratura 200 esemplari, contiene una conversazione tra Gianni-Emilio Simonetti e Riccardo Venturi

### Arte: opere cinematografiche e video[22]
- Teoria e pratica dell'architettura spontanea, 1971[8].
- Spaghetti Sauce, "anno Fluxus 2014: Remembering Emmett Williams and Robert Filliou", 2014
- Essa non ha quasi sangue abbastanza perché una spada colpevole per causa sua arrossisca Sesto San Giovanni, Milano, 2014. Documentazione della performance realizzata durante l'evento "Sixto/Notes 1977/2014", presso Farmacia Wurmkos, laboratorio d'arte visiva.
- Drinking a young woman in a dutch courtyard, A musical tribute to Pieter de Hooch, VisualMusicScore (for two or more performers), 2015 (in 2 parti)
- Fluxus Homme.Age to Wolf Vostell, 2015 (in 3 parti)
- An Ewent Sound, Visual Music Score, 2016
- IRACNABIFARG - Apofenie, Visual Music Score, 2016
- The seamstress patched (The Life and Music of Herr Teufelsdröckh), Visual Music Score, 2016

### Arte: scritti teorici
- Zuppa e pan bagnato : la nozione di détournement, Genova, Libreria Sileno, 1974. Prefazione di Carlo Romano. A cura di Atelier Bizzarro.
- Critica dell'orecchio : osservazioni sull'ideologia della cultura e della musica, in particolare, Milano, Multhipla, 1975.
- Hyde Park, Allegato al disco "Cantare la voce / Demetrio Stratos", Milano, Cramps records, 1978.
- L'arte moderna dopo le avanguardie storiche, Genova, Masnata, 1995.
- Glosse a L'arte moderna dopo le avanguardie storiche, Genova, Masnata, 1996.
- Intervalli : I modi d'esserci della consonanza in musica. Divenire temporale e dispotismo compositivo..., Milano, Cramps Records, 1996.
- L’altro dipinto. Opere del circuito psichiatrico, 1999. A cura di Giovanni Castaldi, Angela Ceriotti, Martina Corgnati, Gianni-Emilio Simonetti.
- Dire n'importe quoi in "Fatticità dell'arte : il fare artistico tra etica e tecnica", Roma, Derive Approdi, 2001.
- Attraversare la notte. Una conversazione "around the Fluxus" di Angela Madesani con Gianni-Emilio Simonetti, Genova, Il Canneto, 2018.
- Fluxus, leggendo Flaubert, Accademia di Belle Arti di Verona, 2021.
- Fluxus Again, A history of a Radical Experience, Danilo Montanari Editore, Ravenna, 2022.

### Testi politico-sociali
- ...Ma l'amor mio non muore : origini, documenti, strategie della cultura alternativa, e dell'underground in Italia, Roma, Arcana, 1971. (Materiale raccolto e selezionato a cura di G. E. Simonetti, Riccardo Sgarbi, Guido Vivi e altri.)
- Dalla causa alla cosa della rivoluzione : Soggettività della cultura alternativa giovanile e movimento reale del proletariato, Roma, Arcana, 1973.
- Introduzione a Pop story : suite per consumismo, pazzia e contraddizioni di Riccardo Bertoncelli, Roma, Arcana, 1973.
- Contro l'ideologia del politico: alcune osservazioni sulla critica radicale e i suoi abusi. Abbozzo lemmatico., Milano, 1974.
- La Critica ein anderer Schauplatz : rapporti di stato e di moto fra critica, teoria e violenza : note a margine., Milano, Multhipla, 1975.
- Di qualche tecnica di raccolta delle virgole della cronaca per fare il punto sulla preistoria : le origini dell'Internazionale situazionista., Milano, Multhipla, 1975.
- Banalità di base: distanza dalla politica e differenza critica : saggio sul ritorno della questione sociale., Milano, Multipla, 1976. Con lo pseudonimo di Bernard Rosenthal.
- Miseria della politica. Risposta alla politica della miseria delle ideologie correnti., Milano, La Pietra, 1978. Con lo pseudonimo di Bernard Rosenthal.
- Fine delle utopie sul buon governo. Le politiche della repressione e le nuove forme di domesticazione sociale, Roma, Arcana, 1979. Con lo pseudonimo di Bernard Rosenthal.
- Autopsia della storia : la forma spettacolo e le sue ideologie nel crepuscolo del politico., Milano, La Salamandra, 1979. Con lo pseudonimo di Bernard Rosenthal.
- Introduzione a La funzione sociale del delitto / Cesare Lombroso, Roma, Quaderni di futilità, 1981. 230 esemplari numerati.
- Agguati, Genova, Graphos, 1992.
- L'agonia e i suoi sarti. 1968-1998: le ragioni dell'assalto e quelle della resa., Roma, DeriveApprodi, 1998.
- La funzione sociale dell'arte e la follia: medicalizzare l'alterità., Roma, DeriveApprodi, 2001.
- La domesticazione sociale: sulla modernità e il disagio che la governa., Roma, DeriveApprodi, 2003.

### Testi di cultura materiale
- La cucina impudica: le ricette segrete di una donna di mondo rivelate a chi intenda diventarlo., Roma, DeriveApprodi, 2001. Prefazione di Luigi Veronelli.
- La cuoca di Buenaventura Durruti. La cucina spagnola al tempo della guerra civile: ricette e ricordi., Roma, DeriveApprodi, 2002. Prefazione di Luigi Veronelli.
- La cuoca rossa. Storia di una cellula spartachista al Bauhaus di Weimar. Con un ricettario di cucina tedesca., Roma, DeriveApprodi, 2003. Prefazione di Luigi Veronelli.
- La vivandiera di Montélimar. Il secolo delle rivolte logiche e la nascita della cucina moderna nelle memorie di una pétroleuse., Roma, DeriveApprodi, 2004.
- La sostanza del desiderio. Cibo, piacere e cerimonie., Roma, DeriveApprodi, 2005.
- La suonatrice di theremin. L'insurrezione di Kronshtadt nei ricordi di Anastasija S. musicista e cuoca., Roma, DeriveApprodi, 2007.
- Le figure del godimento. Cultura materiale e arti cucinarie., Roma, DeriveApprodi, 2008.
- Viaggio cucinario nell'immaginario materiale., Roma, DeriveApprodi, 2009. Pubblicato con lo pseudonimo di Katharina di Nieuwerve e postfazione di Gianni-Emilio Simonetti.
- Fuoco amico. Il food-design e l'avventura del cibo tra sapori e saperi., Roma, DeriveApprodi, 2010. Con la collaborazione di Patrizia Grazioli, Katharina di Nieuwerve, Elena Vannini.

## Mostre personali[7]
- Galleria Apollinaire, Milano, 1966
- Galleria Schwarz, Milano, 1967
- Galleria Il Punto, Torino, 1967
- Galleria La Bertesca, Genova, 1967
- Galleria Le Zodiaque, Bruxelles, 1967
- Galleria Shwartz, Milano, 1969
- Galleria La Bertesca, Genova, 1969
- Galleria Bonino, New York, 1970
- Galleria Le Minotaure, Parigi, 1973
- Keller Galerie, Baden Baden, 1975
- Galerie 66, Stuttgart, 1978
- Galeria Arte Nuevo, Madrid, 1982
- Embassy Gallery, Toronto, 1988
- Mercato del Sale, Milano, 1991
- Fogli di musica e altre figure, 1965-2015, Genova, 2017
- Galleria Conceptual, Milano, 2019
- Notizie dalla Zoè, AF Gallery, Bologna, 2021
- Rapporto da una tela assediata, Milano, Associazione culturale Bianca Pilat, 2022
- Finestre sull'Analogia / Windows on Analogy, Bologna, AF Gallery, 25 Gennaio - 23 marzo 2024

## Mostre collettive[7]
- Dada 1916-1966, Civico Padiglione d’Arte Contemporanea, Milano, 1966
- DIAS-Destruction in art symposium, Londra, 1966
- Arte contemporanea italiana, Haags Gemeentemuseum, L’Aia, 1967
- Carnegie International, Pittsburg, 1967
- Pictures to be read, poetry to be seen, Museum of Contemporary Art, Chicago, 1967
- Le collage, Kunstverein, Frankfurt, 1968
- Op Losse Schreeven, Steadelijk Museum, Amsterdam, 1969
- Art concepts from Europa, Gall.Bonino, New York, 1969
- Visual Poetry, Finch Museum, New York, 1973
- VIII Biennale di Parigi, Parigi, 1973
- Art from Italy, Musée des Beaux Arts, Montreal, 1975
- Sitrs, Museum of Contemporary Arts, Tokio, 1986
- Ubi fluxus ibi motus 1990-1962, Ex Granai della Repubblica alle Zitelle, Venezia, 1990
- The small Utopia. Ars Moltiplicata, Fondazione Prada, Ca’ Corner della Regina, Venezia, 2012
- La lingua tagliata, Milano, Laura Bulian Gallery, 2019
- Territori della performance: percorsi e pratiche in italia (1967-1982), Roma, MAXXI, 2022

## Performance - Concerti Fluxus
- Gesto e segno, Milano, Galleria Blu, 1964
- Concerto Fluxus per aquiloni, Rieti, Campo Imperatore Terminillo, 1966
- Concert Fluxus, Milano, Teatro La Piccola Commenda, 1967
- Concert Fluxus, Milano, Libreria Rinascita, 1967
- Concert Fluxus, Torino, Teatro Stabile, 1967
- Flux Concert, Roma, Teatro Dionisio, 1967
- Concert Fluxus, Gallarate, Villa Cuccirelli, 1967
- Concert Fluxus, Modena, Libreria La Rinascita, 1967
- Concert Fluxus, Lugano, International Art Club, 1967
- Concert Fluxus, Parma, Libreria Feltrinelli, 1968
- Concert Fluxus. Concerto per musica non strumentale Terra, Acqua, Fuoco, Vento e Elettricità, Trieste, .  Centro Ricerche e sperimentazioni audiovisive La Cappella, 1969
- Concert Fluxus, Zagabria, Casa dello Studente, 1969
- Concert Fluxus, Genova, Galleria La Bertesca, 1967
- Concert Fluxus per teli segnali e vento, Belgrado, Belgrade Airport, 1970.
- Concert Fluxus, Lugano, International Art Club, 1970
- Concert Fluxus, dai Diari dei Naufraghi della Medusa, Parigi, Cimetière du Père-Lachaise, 1970
- A little Fluxconcert, Trieste, Kleine Berlin, 1978
- Concert Fluxus, Bassano del Grappa, nell'ambito di “Sentieri Interrotti”, 2000
- Fluxus Concert, Ivrea, Museo della Carale, 2012
- Fluxus Events: An Anthology I & II and FluxDinner, Venezia, Fondazione Prada, 2012
- The Female side of FluxusMusic. The Concert., Reggio Emilia, Fondazione Palazzo Magnani, 2013
- Fluxus Concert, Chiasso, M.A.X. Museo, nell’ambito di “Fluxus. Una rivoluzione creativa: 1962-2012”, 2012
- Fluxfood Concert in Venice. A Multitasking performance., Venezia, Palazzo Mora, nell'ambito della Venice International Performance Art Week, 2014
- Fluxus multitasking concert, Gallarate, Museo Ma.Ga., 2015
- Drinking  a young woman in..., Gallarate, Museo Ma.Ga., 2015
- A little Anthological Fluxconcert, Genova, Sharevolution Art Gallery, 2017
- Fluxus in Paris. Rereading John Cage, Parigi, Centre Pompidou, 2018
- A Fluxevent, Milano, Galleria Conceptual, 2018
- A Fluxus Rereading of John Cage Waterwalk 1959, Varese, Spazio Lavit, 2019

## Incisioni audio
- Performer di "Music for amplified toy pianos" e "Radio Music" insieme a Juan Hidalgo e Walter Marchetti e di 4'33", in Nova Musicha n.1 - John Cage, Cramps Records, 1975.
- Gianni-Emilio Simonetti	An Ewent Sound - Visual Music Score, in Gianni-Emilio Simonetti / Kommissar Hjuler / Magnús Pálsson – 7 Fluxus Assemblages by Simonetti & KHj, Germany, 2016 (Psych.KG 347/fluxus)
- IRACNABIFARG (Apofenie), in Gianni-Emilio Simonetti / Philip Krumm / Mama Bär FLUXUS, Germany, 2016 (Psych.KG 355)
- Drinking A Young Woman In A Dutch Courtyard - Pt. 1, in Gianni-Emilio Simonetti / Kommissar Hjuler / Anna Homler & Ethan James / Emil Siemeister – Fluxus, Germany, 2016? (Psych.KG 335).